# Lasioglossum pseudopectorale
Lasioglossum pseudopectorale là một loài Hymenoptera trong họ Halictidae. Loài này được Cockerell mô tả khoa học năm 1896.